# Red Tape
| Recensione              | Giudizio |
| ----------------------- | -------- |
| AllMusic                |          |
| Dizionario del Pop-Rock |          |

Red Tape è il quinto album del gruppo musicale statunitense Atlanta Rhythm Section, pubblicato nel 1976.

## Tracce

### LP
Lato A
1. Junkin (Comprende anche il brano "San Antonio Rose" di Bob Willis) – 3:43 (Buddy Buie, Robert Nix)
2. Mixed Emotions – 3:20 (Buddy Buie, J. R. Cobb, Robert Nix)
3. Shanghied – 2:14 (Buddy Buie, J. R. Cobb, Robert Nix)
4. Police! Police! – 3:11 (Buddy Buie, J. R. Cobb, Robert Nix)
5. Beautiful Dreamers – 3:26 (Buddy Buie, J. R. Cobb, Robert Nix)

Lato B
1. Oh What a Feeling – 2:39 (Buddy Buie, Robert Nix, Barry Bailey)
2. Free Spirit – 3:35 (Buddy Buie, Robert Nix, Ronnie Hammond)
3. Another Man's Woman – 9:47 (Buddy Buie, Robert Nix, Dean Daughtry, Barry Bailey)

## Formazione
- Buddy Buie – voce
- Barry Bailey – chitarra
- J. R. Cobb – chitarra, cori
- Dean Daughtry – tastiere
- Paul Goddard – basso
- Robert Nix – batteria, percussioni, cori
- Ronnie Hammond – voce, cori

Note aggiuntive
- Buddy Buie– produttore
- Robert Nix e J. R. Cobb – produttori associati
- Registrazioni effettuate allo "Studio One" di Atlanta, Georgia (Stati Uniti)
- Rodney Mills – ingegnere delle registrazioni
- Jack Sinclair – foto retrocopertina album originale
- Mike McCarty – art direction e design copertina album originale[3]

## Classifica
Album
| Anno | Classifica    | Posizione raggiunta |
| ---- | ------------- | ------------------- |
| 1976 | Billboard 200 | 146                 |